# Pinetop-Lakeside
Pinetop-Lakeside é uma vila localizada no estado americano do Arizona, no condado de Navajo. Foi incorporada em 1984.

## Geografia
De acordo com o United States Census Bureau, a vila tem uma área de 29,4 km², onde 29,2 km² estão cobertos por terra e 0,2 km² por água.

### Localidades na vizinhança
O diagrama seguinte representa as localidades num raio de 40 km ao redor de Pinetop-Lakeside.

## Demografia
Segundo o censo nacional de 2010, a sua população é de 4 282 habitantes e sua densidade populacional é de 146,4 hab/km². Possui 3 451 residências, que resulta em uma densidade de 118 residências/km².